# Eva Premk Bogataj
Eva Premk Bogataj, slovenska jezikoslovka, literarna zgodovinarka, urednica, marketingašica in strokovnjakinja za komuniciranje, * 29. januar 1979, Ljubljana.

## Življenjepis
Šubičevo gimnazijo je končala v Ljubljani, diplomirala, magistrirala in doktorirala je na Filozofski fakulteti Univerze v Ljubljani in je po poklicu profesorica hrvaškega, srbskega, makedonskega in ruskega jezika s književnostmi, magistra hrvaškega in srbskega jezika in doktorica literarnih znanosti. Leta 2002 je diplomirala s primerjalno temo  Intelektualni lirizam kod Isaka E. Babelja i Danila Kiša: na primjerima iz priče Istorija moej golubjatni i iz zbirke priča Rani jadi, leta 2005 je magistrirala z naslovom Enklitike v hrvaškem jeziku (na primeru elektronskih medijev). Leta 2012 je doktorirala z naslovom Končnost in neskončnost v literarnem opusu Nikole Šopa in Gregorja Strniše. Je hči Francke Premk in Janeza Premka in vnukinja Marje Boršnik ter Tiborja Škerlaka. V času šolanja je preživela več let v tujini in prejela številne štipendije za nadarjene, med drugim je nekdanja štipendistka Mestne občine Ljubljana. Izmed 1380 kandidati iz vse Evrope je bila izbrana za postdoktorsko štipendijo Basileus. Objavila je dve znanstveni monografiji in več deset bibliografskih enot na področju jezikoslovja, književnosti in interdisciplinarnih raziskav. Aktivno govori slovensko, hrvaško, srbsko, angleško, nemško, francosko, italijansko, rusko, pasivno pa tudi makedonsko in druge slovanske jezike.

## Delo
Po zaključku študija se je zaposlila kot asistentka za hrvaški in srbski knjižni jezik, sodelovala je v ARRS in bilateralnih projektih Nevrolingvistični aspekti bilingvizma, Kontrastivne in aplikativne raziskave in predavala predmeta Uvod v lingvistiko in Metodologija pisanja in objavljanja znanstvenih besedil. Leta 2017 je postala docentka za hrvaško in srbsko književnost. Z Občino Tržič je leta 2009 organizirala gostovanje permakulturnega kmeta Seppa Holzerja. Z Občino Kranj in je izvedla projekt Pot Jeprškega učitelja. Leta 2008 je pridobila nacionalno poklicno kvalifikacijo Vodja projektov in opravila izobraževanje ZPM-IPMA, opravljene ima številne certifikate in licence s področja odnosov z javnostmi, trajnosti, voditeljstva in digitalne transformacije. Med leti 2006 in 2008 je delala kot vodja izobraževanja, med leti 2008 in 2018 je delala kot vodja projektov in vodja dogodkov ter strokovnjakinja za komuniciranje. Leta 2018 je kot strateški vodja projektov in vodja promocije na Beletrini nadzirala promocijo šestdesetih novih knjižnih naslovov letno, produkcijo 250 dogodkov letno in sodelovala pri več kot 65 domačih in EU projektih letno. Kot vodja marketinga in odnosov z javnostmi je skrbela tudi za promocijo festivalov Dnevi poezije in vina in Festival Fabula, v sodelovanju z agencijo Kreativna baza pa tudi za odnose z mediji, sodelovala pri promociji novih projektov, kot je Klasična Beletrina, komuniciranju e-branja in e-knjige in platforme Biblos ter spletne dostopnosti. Ob petindvajsetletnici Beletrine je vodila projekt razstave Temnejša je noč, svetlejše so zvezde v sodelovanju s Cankarjevim domom. Leta 2021 je vodila marketing in odnose z javnostmi za 37. slovenski knjižni sejem v sodelovanju z Gospodarsko zbornico Slovenije. V letu 2023 je kot vodja odnosov z javnostmi, regijskega marketinga, CSR in tiskovin - katalog, katalog ekspres in revija active beauty v dm Slovenija vodila tudi projekt 30 let in #Skupaj drug za drugega.

## Izbor del

### Znanstveni članki
- 2017. Kritika modernizma pri Nikoli Šopu in Gregorju Strniši skozi prizmo perenialistične šole. Slavia Centralis. Letn. 10, št. 1, str. 90-103. COBISS
- 2016. Motiv besmrtnosti u kontekstu kosmogonije u srpskoj narodnoj pripoveci Baš Čelik i ruskoj Koščej bessmertnyj . Philological studies = Filološki studii; Filološke pripombe; Filologičeskie zametki; Filološke studije [Elektronski vir]. Zv. 2, str. 83-92. COBISS
- 2016. Vuk Stefanović Karadžić v slovenskem tisku  Slavistična revija: časopis za jezikoslovje in literarne vede = journal for linguistics and literary studies. Letn. 64, št. 4, str. 525-538. COBISS
- 2006. Smrt u djelima Šopa i Strniše: (na primjerima Tremende, ʺspjeva groze i grohotaʺ, i mrtvačkog plesa Ljudožderi). Rad Hrvatske akademije znanosti i umjetnosti, Razred za književnost. Knj. 27 (493), str. 245-261. COBISS
- 2006. Važnost stvaralačke veze Trubar - Petar Pavao Vergerij ml. za Slovence i Hrvate. Prilozi za istraživanje hrvatske filozofske baštine. God. 32, br. 1-2, str. 13-34. COBISS
- 2003. O ustvarjalnem ritmu v opusu Danila Kiša. Perspektive slovenistike ob vključevanju v Evropsko zvezo. Str. [338]-344. COBISS

### Monografije
- 2017. Časovno v večnem in večnost v minljivem: primerjalna študija ustvarjalnosti Nikole Šopa in Gregorja Strniše v luči tradicionalizma. Maribor: Univerzitetna založba Univerze.COBISS
- 2015. Prof. dr. Marja Boršnik: prva dama slovenske slavistike. (v soavtorstvu s Premk, Francka). Kranj: Mestna občina in Gorenjski muzej. COBISS

### Uredništvo
- 2021. Premk, Francka. Čudež življenja. Škofja Loka: Domus Litisia. COBISS
- 2016. Premk, Francka in Premk, Janez. Srečevanja z Martinom Kojcem. Domus Litisia. COBISS
- 2009. Holzer, Sepp, PREMK, Eva (urednik). Uporni kmet. Ljubljana: Amalietti & Amalietti. COBISS

### Nagrade
- Leta 2022 je kot direktorica AEIOU UNIVERSE skupaj s Sonjo Klopčič in Bogom Semetom prejela Bronasto priznanje Gospodarske zbornice Slovenije za inovacijo.